# Trädgårdsföreningen
La Sociedad de Horticultura de Gotemburgo, en sueco Trädgårdföreningen es un jardín botánico situado en una zona céntrica de la ciudad sueca de Gotemburgo, no lejos de la Estación Central y del parque Brunnsparken. 
El jardín propiamente dicho posee una extensión de pocas hectáreas, y está contiguo y adosado al Jardín Botánico de Gotemburgo y sin solución de continuidad a la gran zona verde del parque Slottsskogen, que entonces sumaría una extensión de 175 ha (unos 430 acres), estando incluido el Arboretum y la reserva natural.

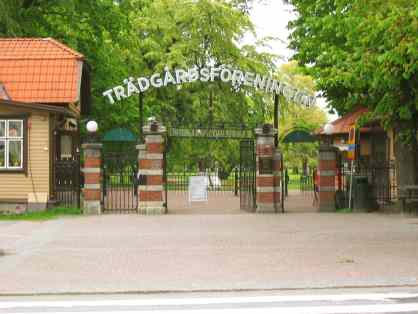
Puerta de entrada al Trädgårdföreningen de Gotemburgo.

## Localización
El Trädgårdföreningen se ubica en el Brunnsparken adyacente al Jardín Botánico de Gotemburgo.
Trädgårdföreningen, Brunnsparken, Göteborg, Västra Götaland län S-755 98 Sverige-Suecia
Planos y vistas satelitales.57°42′18″N 11°58′30″E / 57.70500, 11.97500
Hay que pagar una tarifa de 1,6 euros (2007) para acceder a su interior.

## Historia
La Sociedad de Horticultura de Gotemburgo se fundó en 1842 por decisión del rey Carlos XIV Juan, a iniciativa del capitán Henric von Normann, un gran aficionado a las flores que se inspiró después de visitar en 1840 los jardines botánicos de Berlín. El parque se abrió al público en 1842. 
En un comienzo tuvo dificultades en la plantación, debido a que el terreno era muy pobre, lo que fue solucionado con la aplicación de abono producido por los caballos de los regimientos de la zona.

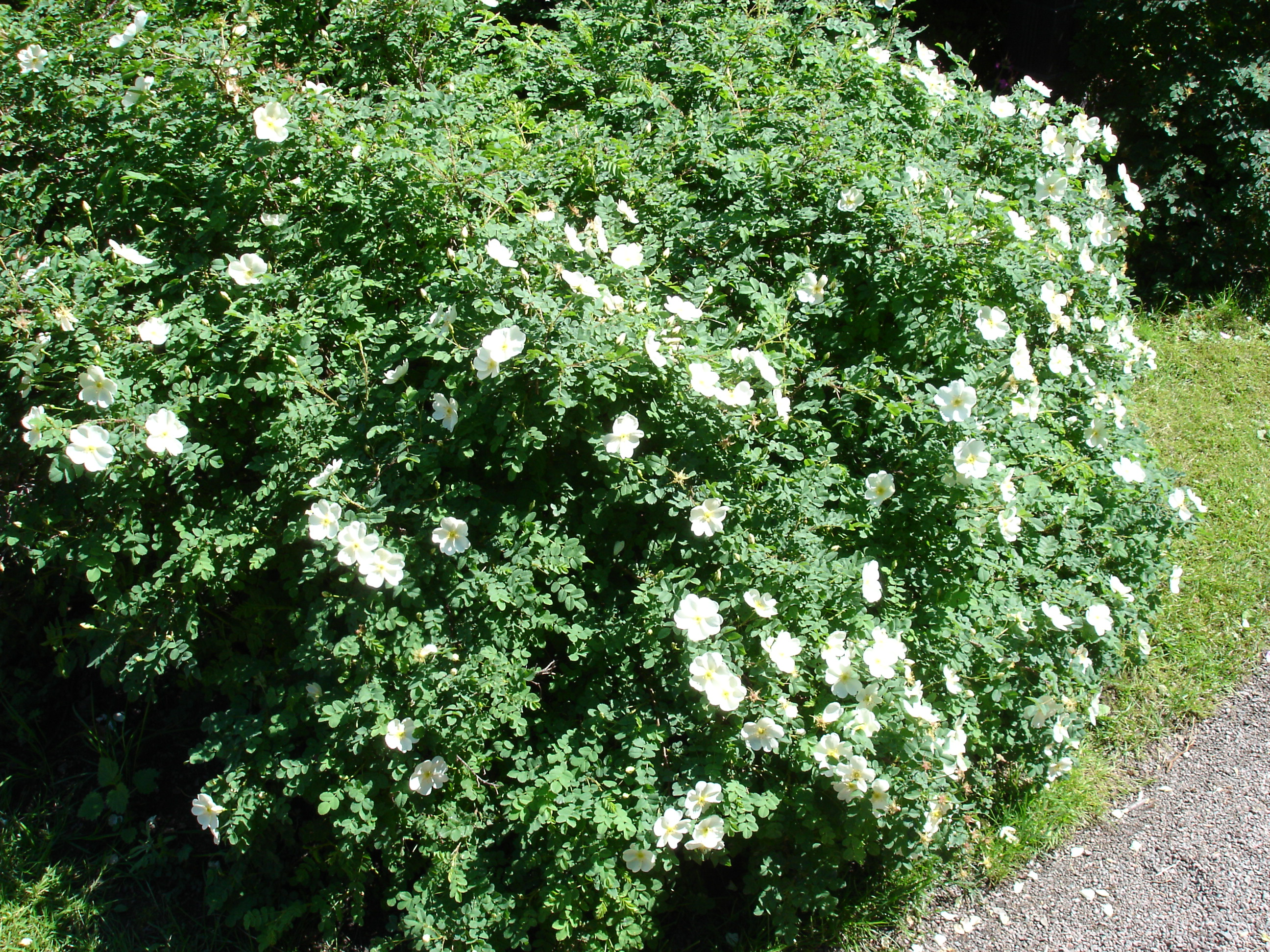
Pimpinellrosor, ó "Rosa pimpinellifolia L.", arbusto del Trädgårdföreningen de Gotemburgo

Para financiar el funcionamiento, el estado sueco le otorgó un presupuesto. Otra fuente de ingresos fue el comercio de semillas, el cual dio buenas ganancias, y la construcción del invernadero llamado Palmhuset.
El parque pasó a la propiedad de la ciudad en 1975. 
En el parque hay un monumento conmemorativo de 12 de junio de 1992 de la "Sociedad de Jardinería de Gothenburg", gracias a haber sido declarado el primer parque en Suecia.

## Colecciones
El Trädgårdföreningen alberga:
- Una cuidada rosaleda, que ha sido galardonada con tres estrellas Michelin y por lo tanto se clasifica como uno de los principales lugares de interés de Gotemburgo.
- Invernaderos con colecciones de plantas
- Colecciones temáticas como los bambús
- Zonas de juego para los pequeños,
- Restaurantes,
- Galerías de exposiciones,
- El Instituto Botánico de la Universidad de Gotemburgo,

Hay abundantes caminos de paseo.

Trädgårdsföreningen
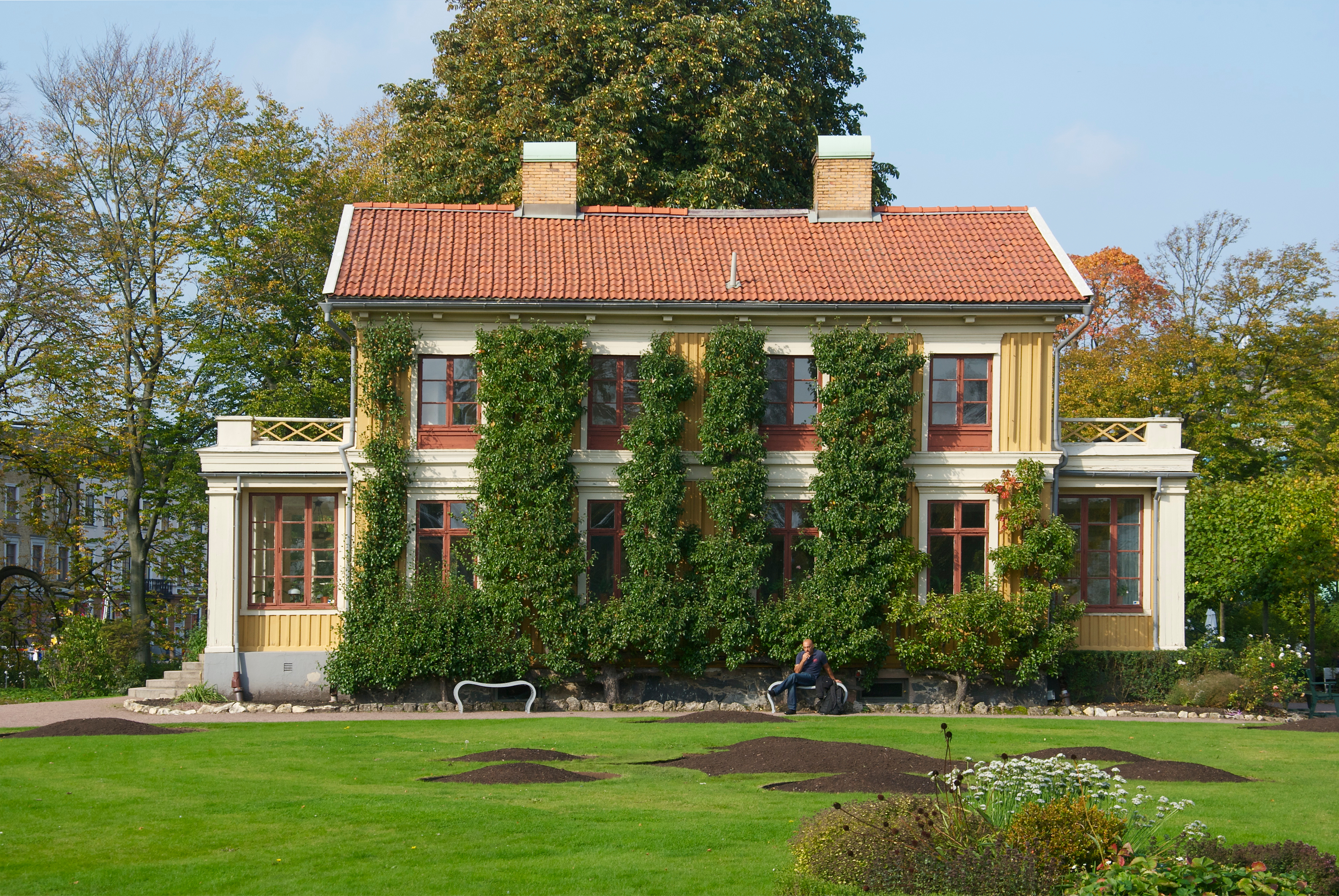
La villa del director del Trädgårdsföreningen.
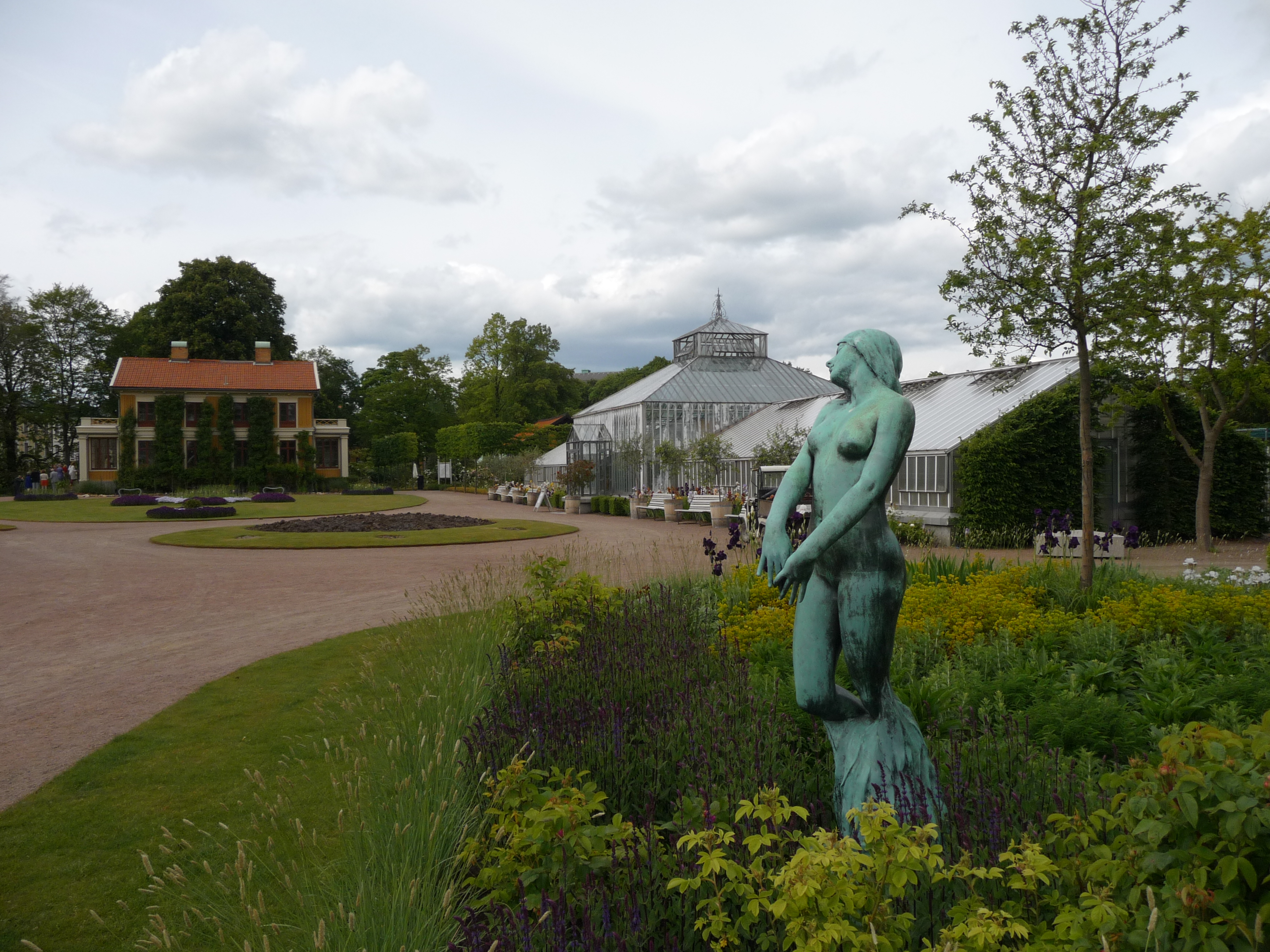
Växthuset.
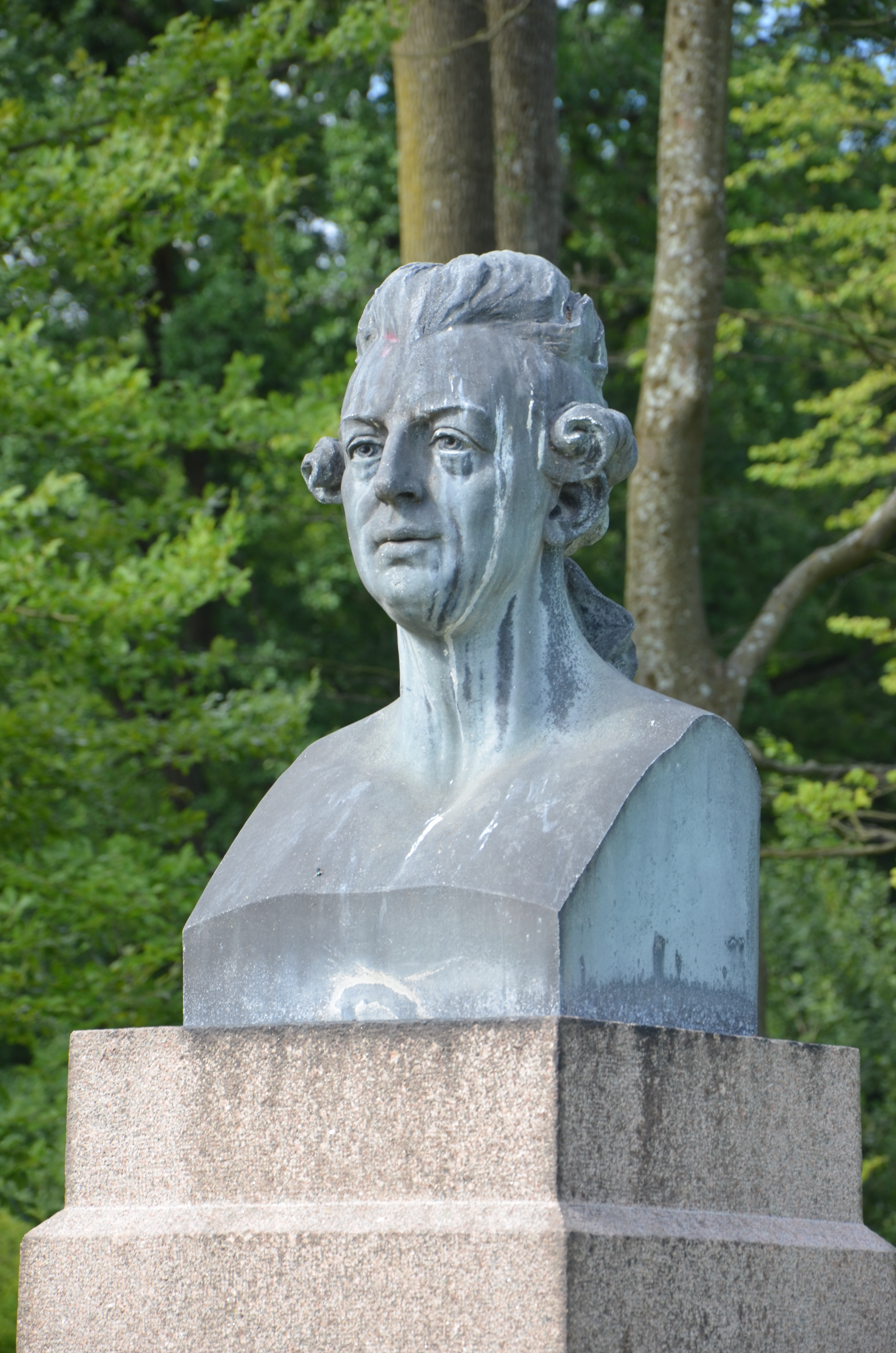
Busto de Carl von Linné en Trädgårdsföreningen.
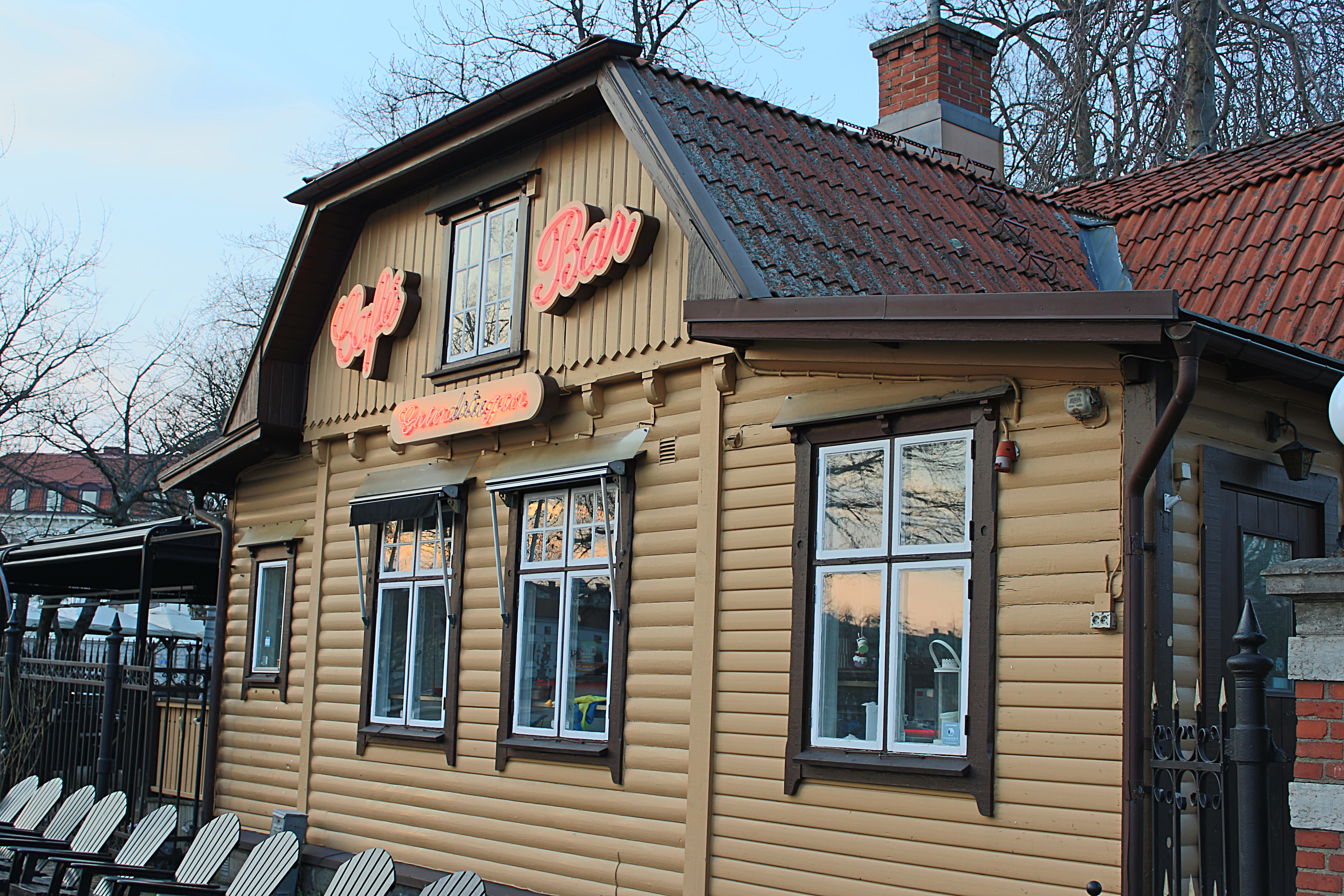
Café Grindstugan, Trädgårdsföreningen.
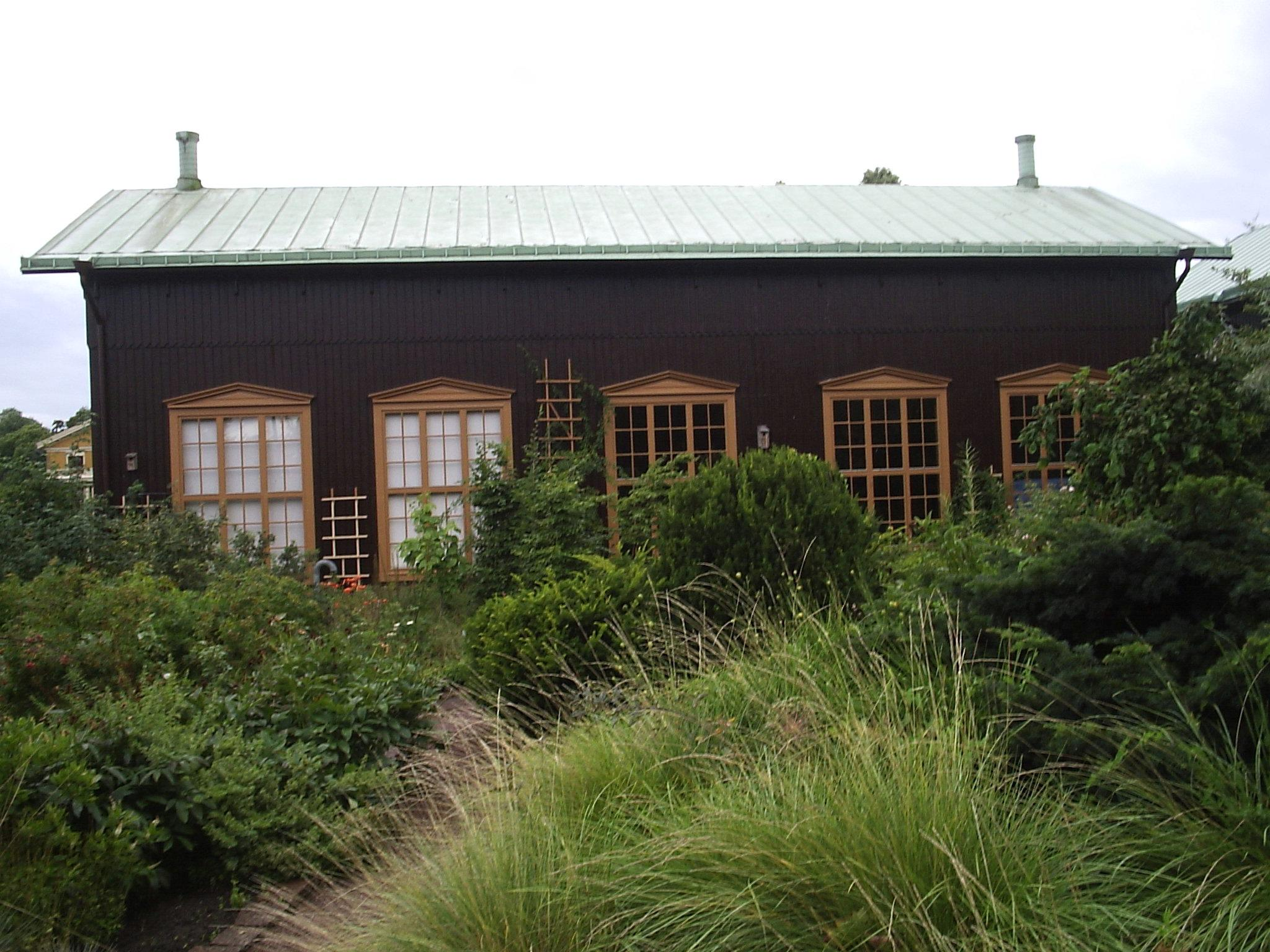
El "Lagerhuset".

## Palmhuset o La casa de las palmeras
Se encuentra en una posición que domina al parque de Trädgårdsföreningen pero en su límite. Esta estructura de hierro de época victoriana es copia del Crystal Palace (Palacio de cristal) de Londres, y pertenece al contiguo Jardín Botánico de Gotemburgo que se encuentra más a las afueras de la ciudad y se une con este sin solución de continuidad. 
El invernadero es un edificio histórico emblemático que en sí mismo está protegido como edificio histórico, siendo la expresión del interés que se despertó durante los inicios del pasado siglo hacia la flora de los países de climas más cálidos. Los grandes viajes de descubrimiento aumentaron grandemente la suma de conocimientos sobre los trópicos, un área previamente inaccesible a los europeos, que se plasmó en la construcción de estas estructuras para dar cobijo a las plantas exóticas en un medio controlado de humedad y temperatura lo más aproximado a su medio natural. 
Este palacio de cristal victoriano es un lugar exótico y de gran valor tanto en su arquitectura como en el contenido. Construido en 1878, la "Palmhuset" (Casa de las Palmeras) fue restaurada completamente durante el periodo de 1981-1985. De los muchos invernaderos de estilo victoriano construidos en Europa solo unos pocos de ellos permanecen, siendo este uno de ellos. 
Muchas de las variedades de plantas que contienen son variedades hortícolas con unas 2,000 plantas diferentes de las que normalmente se encuentran en cualquier Jardín botánico moderno. Con la tecnología moderna se han introducido discretamente un control del grado de humedad, de la temperatura y de la luz.
Presentan varios ambientes de temperatura y humedad. Es de destacar la colección de orquídeas y el estanque de los lirios de agua, con una atrayente escultura en su centro.

Palmhuset
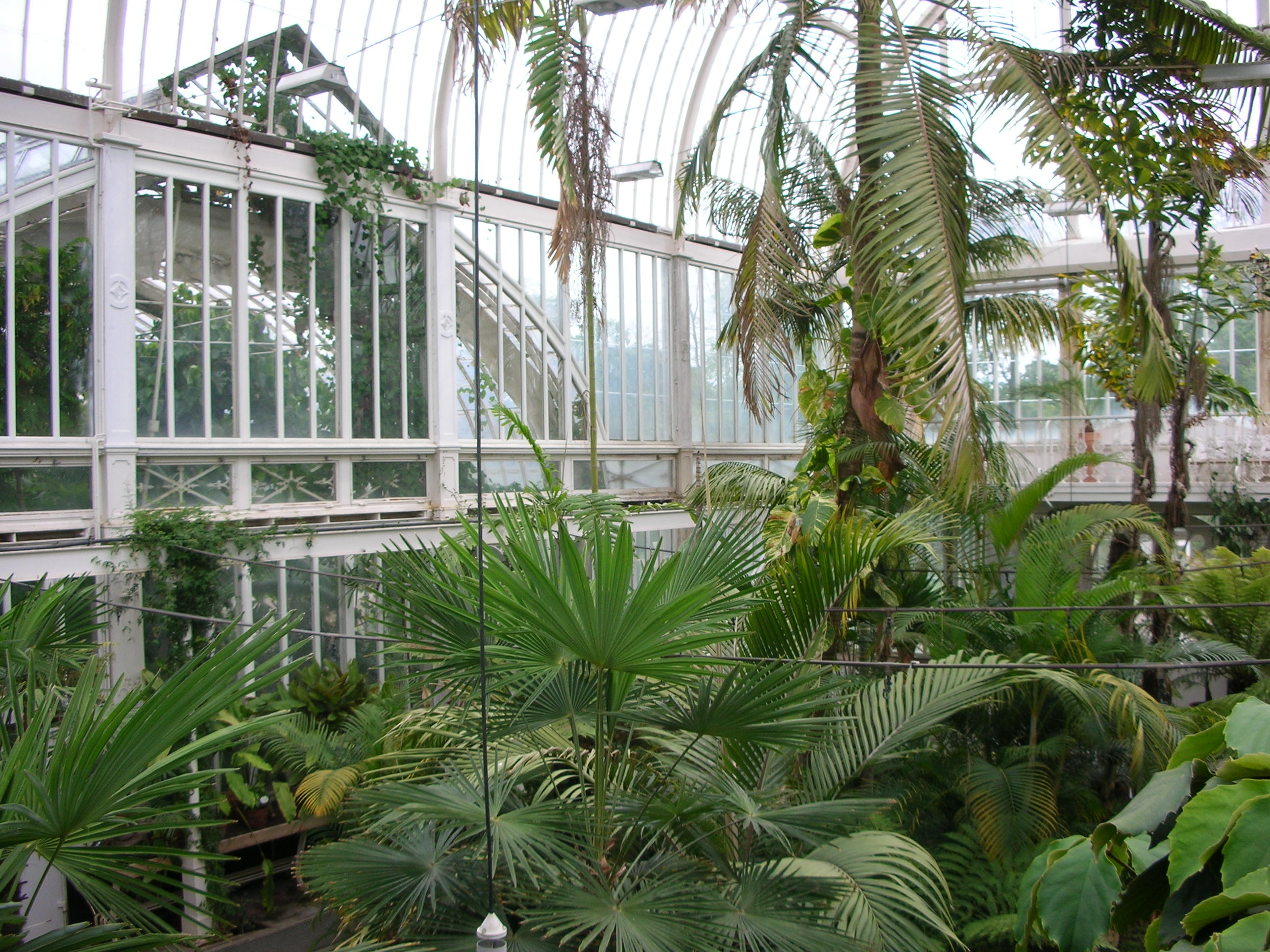
Interior del invernadero "Palmhuset".
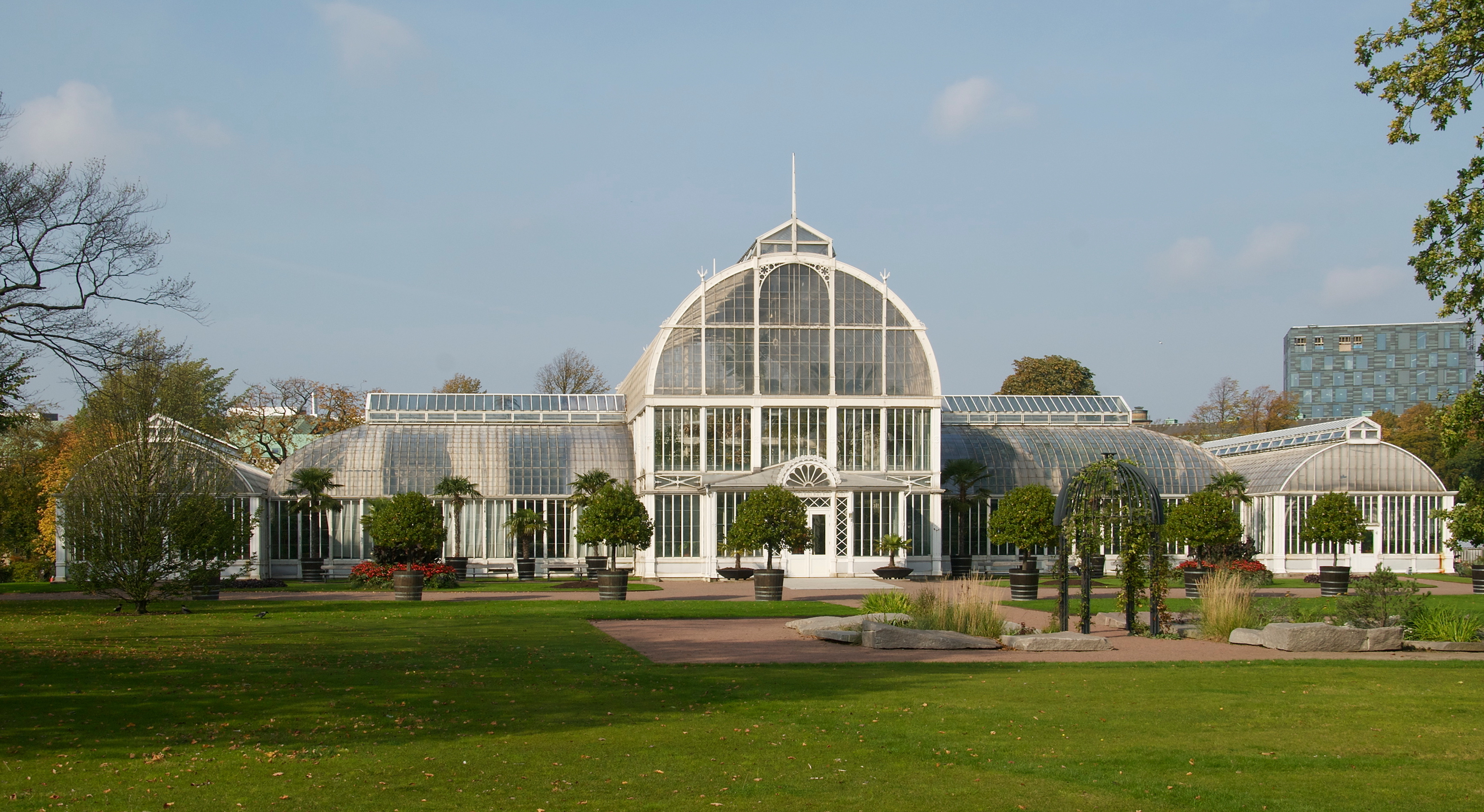
Palmhuset (Casa de las Palmeras) del Trädgårdföreningen de Gotemburgo.
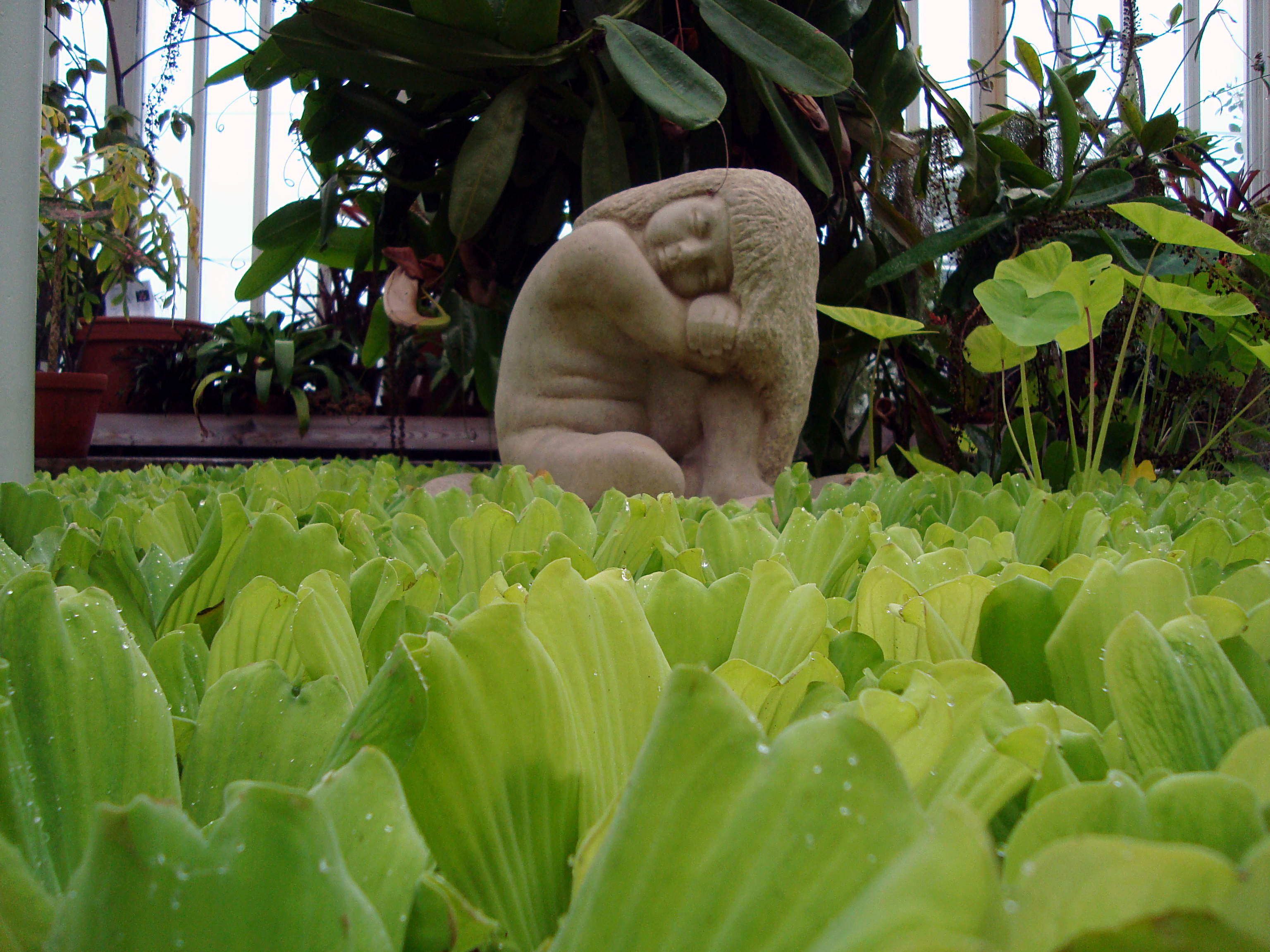
Escultura en el estanque.
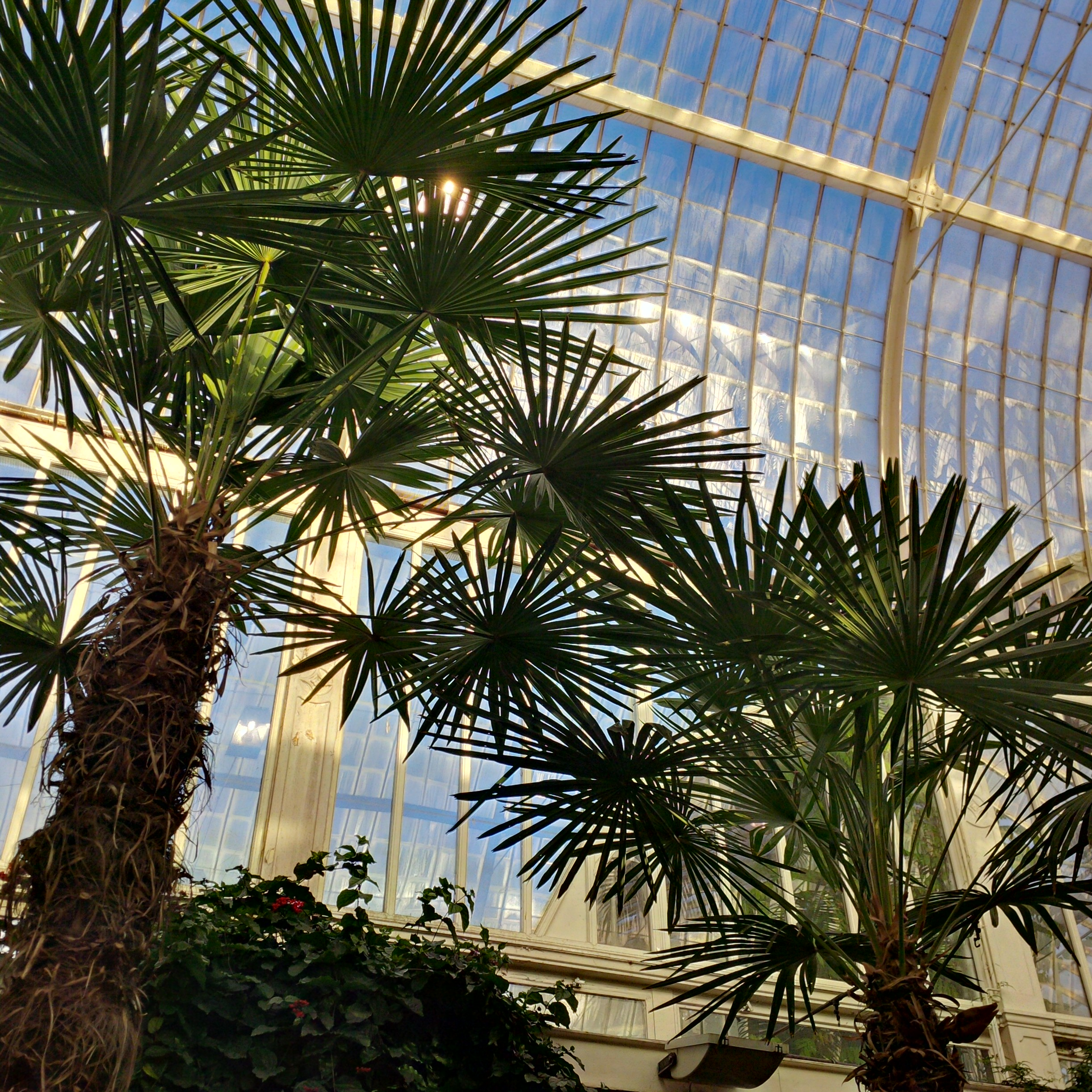
Palmeras en el interior del "Palmhuset".

Detalles escultóricos en Trädgårdsföreningen.

Esculturas
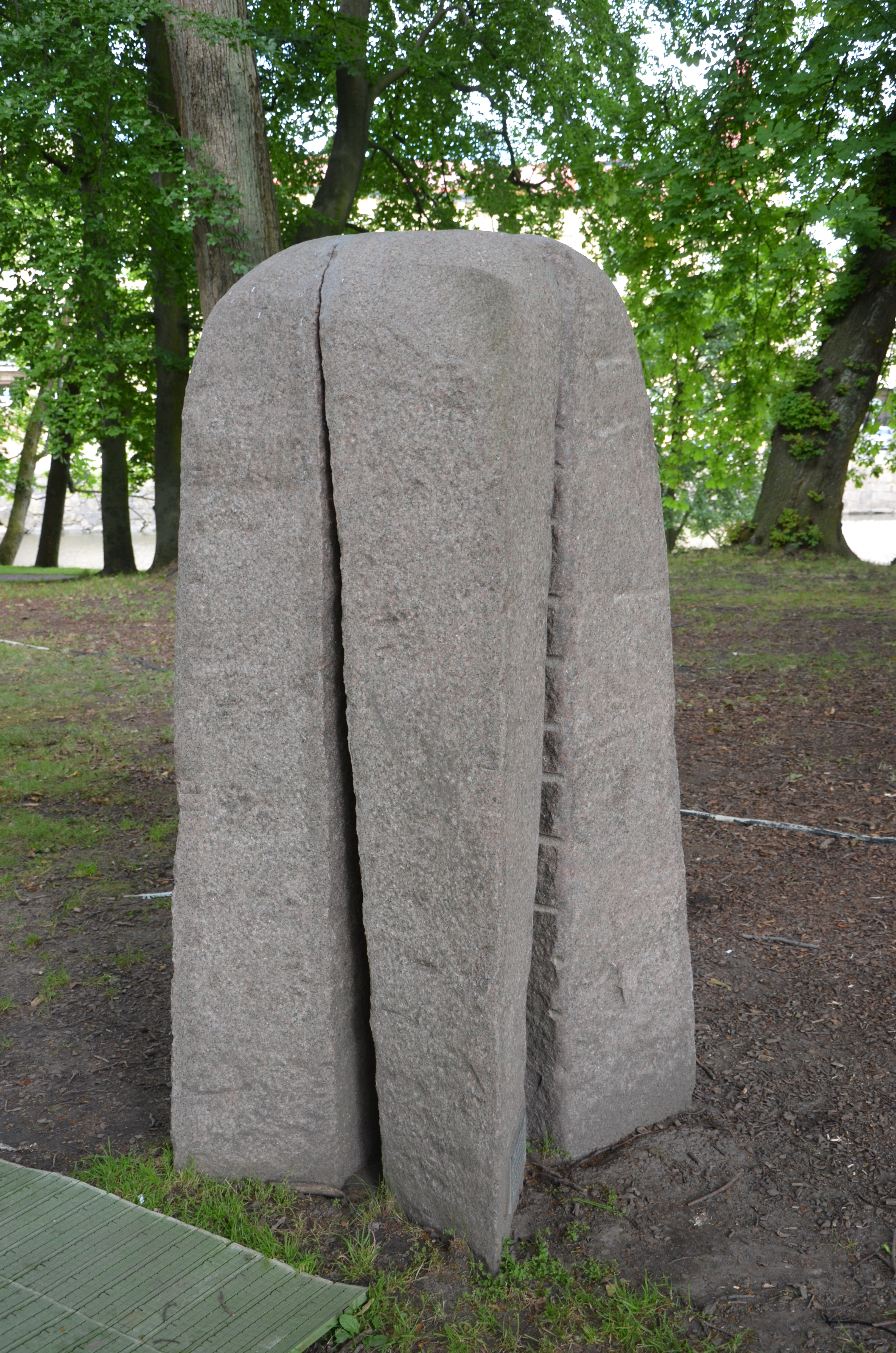
Monolito de Lars Hansson.
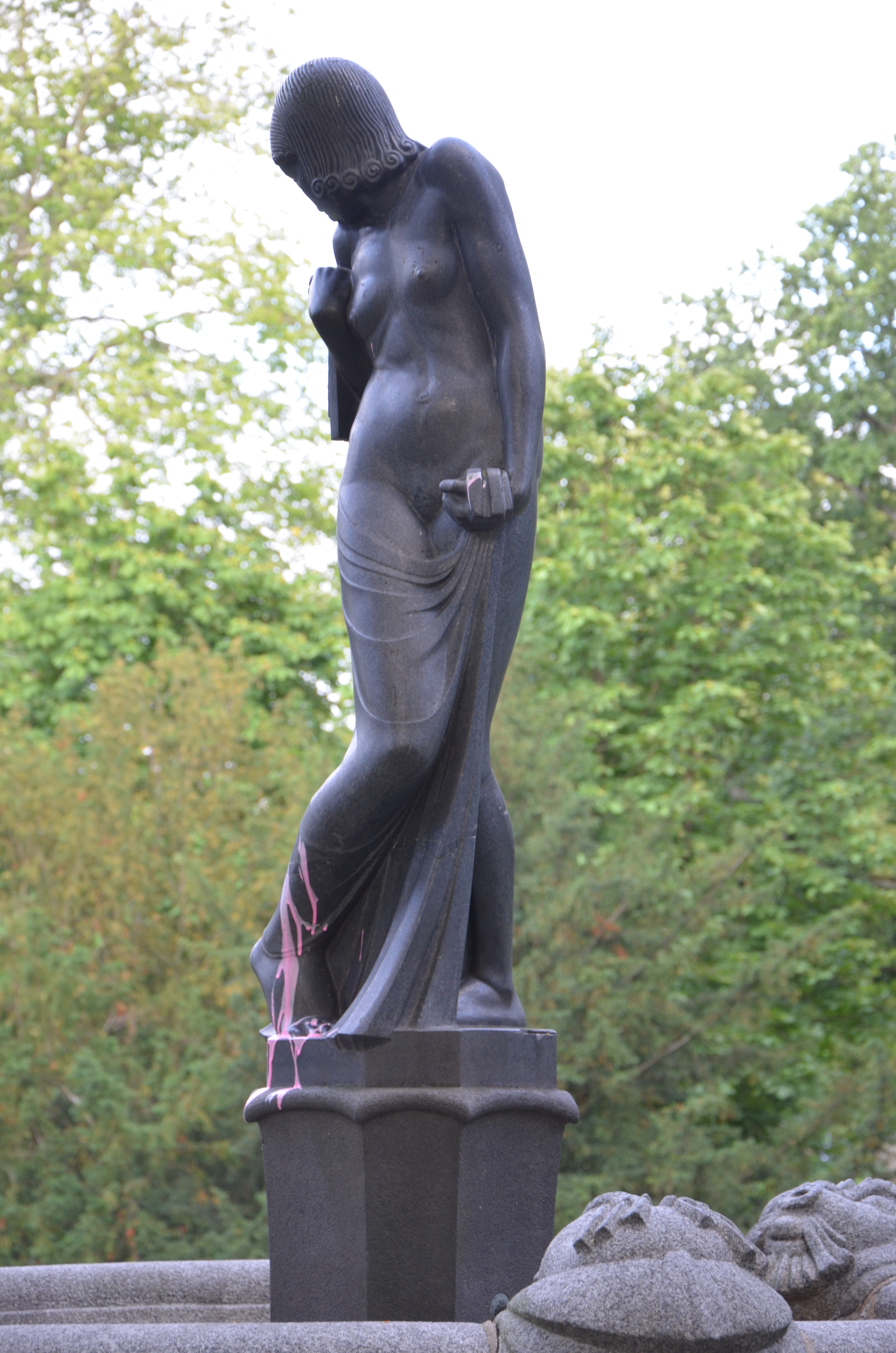
Gusten Lindberg "Dimman".
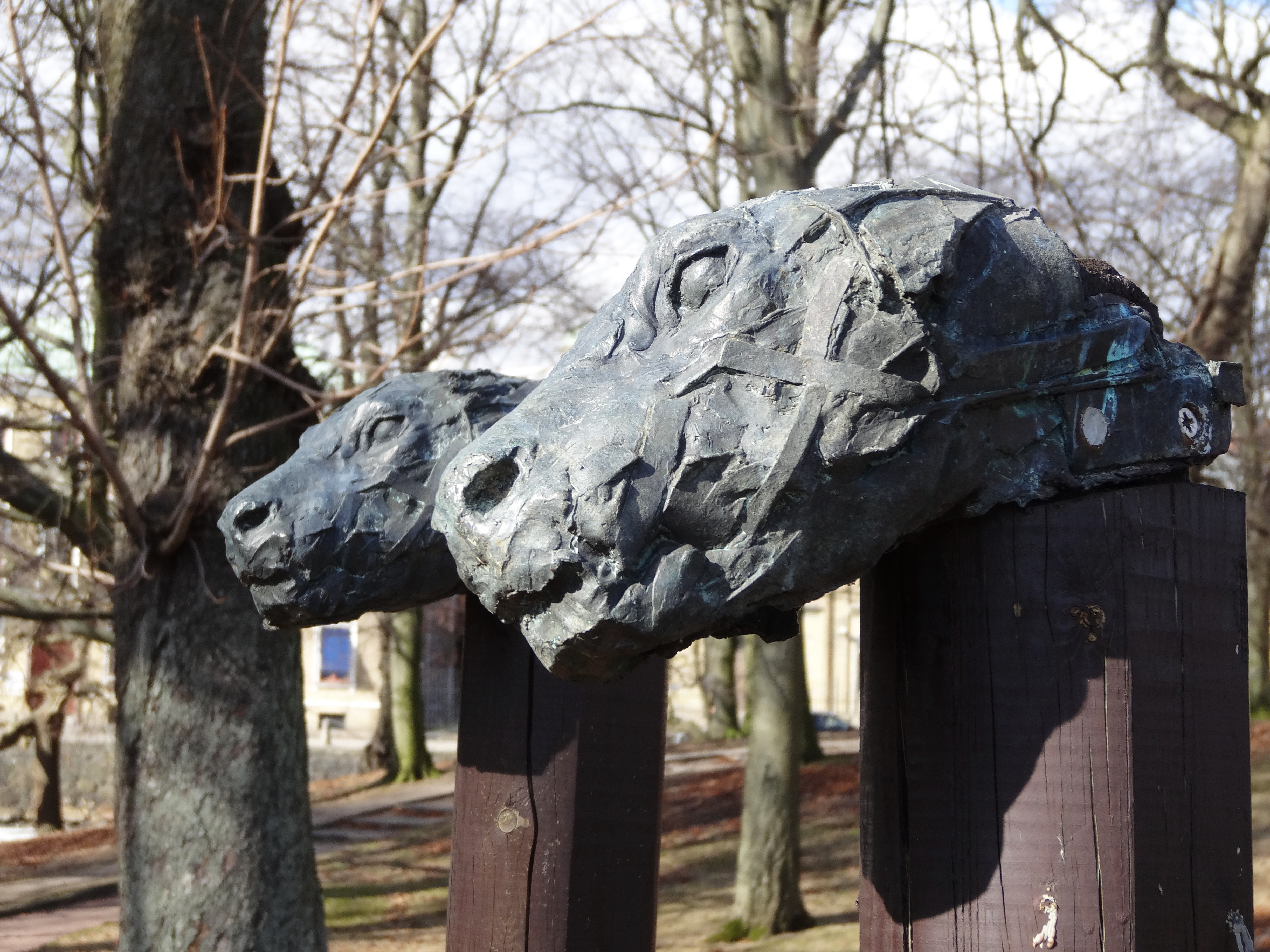
Carina Wallert, "Totem".
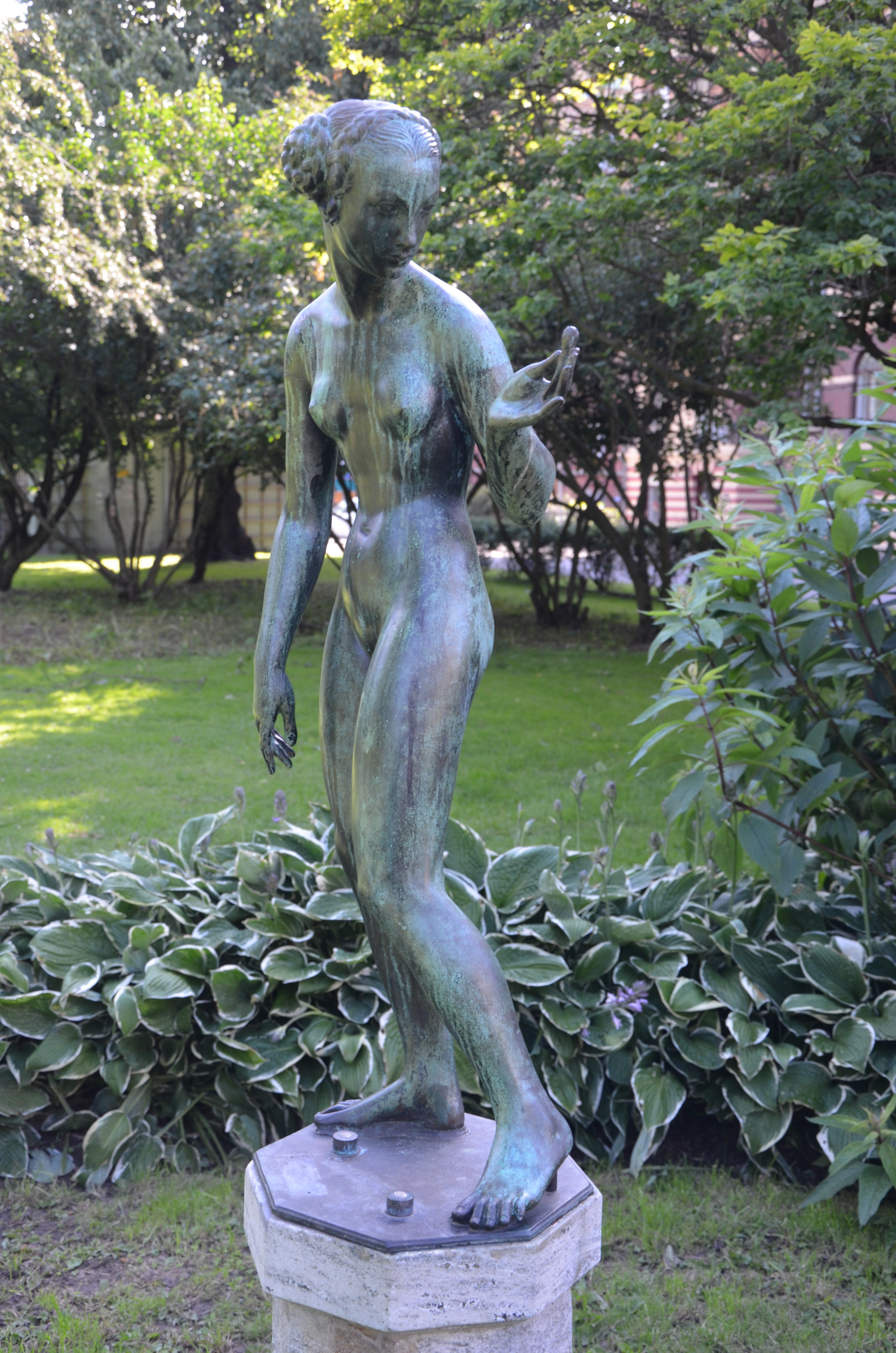
Tore Strindberg "Krokus".
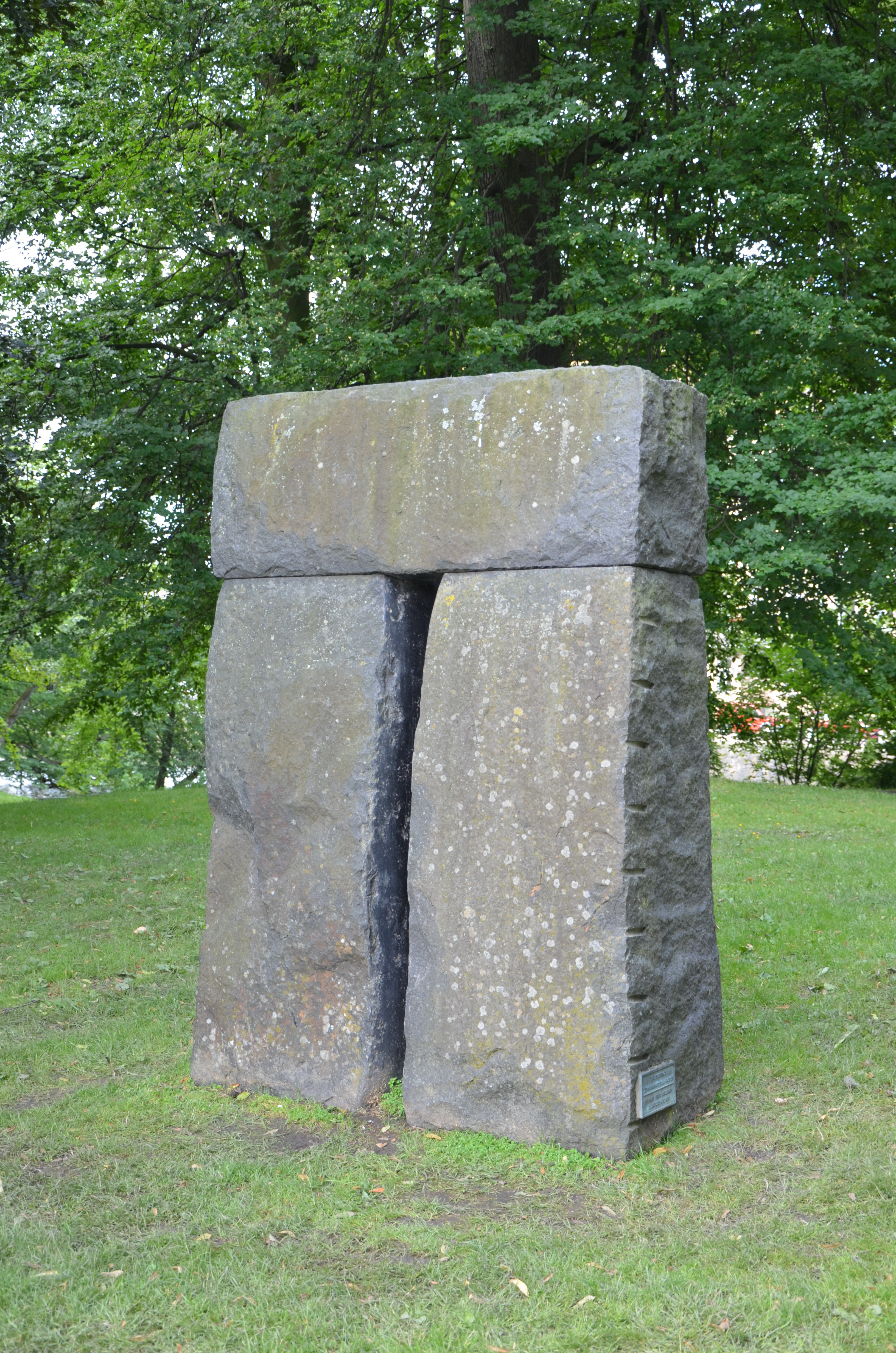
Pål Svensson "Den hemlighetsfulla porten".